# 21192 Seccisergio
21192 Seccisergio este un asteroid din centura principală de asteroizi.

## Descriere
21192 Seccisergio este un asteroid din centura principală de asteroizi. A fost descoperit pe 2 iulie 1994 la observatorul astronomic Santa Lucia din Stroncone. Asteroidul prezintă o orbită caracterizată de o semiaxă mare de 2,45 ua, o excentricitate de 0,11 și o înclinație de 7,2° în raport cu ecliptica.